# Claudia Warning
Claudia Warning (* 17. Dezember 1962 in Troisdorf, Nordrhein-Westfalen) ist eine deutsche Geografin und Stadtplanerin.

## Leben
Warning studierte Geografie und Städtebau in Bonn und am Centre for Development Studies and Activities bei Christopher Charles Benninger in Pune, Indien. 1993 promovierte sie mit einer Arbeit über die Wohnungsversorgung städtischer Armer in Indien. 
Ab 1985 war sie zunächst bei der Deutschen Stiftung für internationale Entwicklung und danach in mehreren Nichtregierungsorganisationen tätig. 1997 wurde sie von Bundesminister Prof. Klaus Töpfer im Bundesministerium für Raumordnung, Bauwesen und Städtebau verbeamtet und arbeitete dort in der internationalen Zusammenarbeit. 1999 wurde sie Vorstandsmitglied der Karl Kübel Stiftung für Kind und Familie. 2005 wechselte Warning in den Vorstand des von den deutschen Landeskirchen getragenen Evangelischen Entwicklungsdienstes, der 2012 zusammen mit der Diakonie Deutschland und Brot für die Welt zum Evangelischen Werk für Diakonie und Entwicklung verschmolz, dessen Vorstand sie bis 2018 angehörte.
Ehrenamtlich hat Warning Organverantwortung in zahlreichen Organisationen übernommen, darunter als Geschäftsführerin der Dienste in Übersee, als stellvertretende Vorsitzende des Aufsichtsrates der Gesellschaft zur Förderung der Partnerschaft mit der Dritten Welt mbH sowie als Vorsitzende des Ökumenischen Studienwerkes e.V. Zudem war sie zweite Vorsitzende der Association of World Council of Churches related Development Organisations in Europe (heute ACT Alliance), dem Lobbynetzwerk der evangelischen Hilfswerke in Europa.
Acht Jahre gehörte Warning dem Vorstand des Verbandes Entwicklungspolitik deutscher Nichtregierungsorganisationen e.V. an, den sie vier Jahre als Vorsitzende leitete.
2018 kehrte Warning als Ministerialdirektorin in die Bundesverwaltung zurück und übernahm bis 2022 die Leitung der Abteilung 3 im Bundesministerium für wirtschaftliche Zusammenarbeit und Entwicklung. Seit Dezember 2022 ist sie Präsidentin der deutschen Hilfsorganisation CARE Deutschland e.V.
Neben der Arbeit in Verbänden und Nichtregierungsorganisationen ist Warning seit 2012 Honorarprofessorin an der Hochschule Bonn-Rhein-Sieg. Zu ihren Schwerpunktthemen gehören Internationale Entwicklungszusammenarbeit und Management von Nichtregierungsorganisationen.